# Virvelgenerator
En virvelgenerator är en aerodynamisk anordning, som består av en liten vinge eller fena, vanligtvis fäst till en lyftyta (eller vingprofil, såsom en flygplansvinge eller ett rotorblad till ett vindkraftverk). En virvelgenerator kan även fästas på någon del av ett fordon, såsom en flygplanskropp, en bilkaross eller en båtskrov. Virvelgenerator är ett begrepp som främst används när man talar om flygplan.
När bärytan eller karossen (exempelvis vingen på ett flygplan) är i rörelse, skapar virvelgeneratorn en virvel, som, genom att ta bryta delar av luftflödet som är i kontakt med strömningsytan, fördröjer avlösning (turbulenta återcirkulerande virvlar som bildas bakom ett objekt i flödets riktning) och aerodynamisk överstegring (stallning) och därigenom förbättra effektiviteten i vingarna och kontrollytor, såsom klaffar, höjdroder, skevroder och roder. En virvelgenerator kan göra att ett flygplan kan flyga med en ökad anfallsvinkel innan överstegring sker, då luften passerar en längre väg i vingen innan avlösning inträffar.

Turbulens bildas av en fluid som träffar en strömningsyta, i detta bildexempel ett rör.
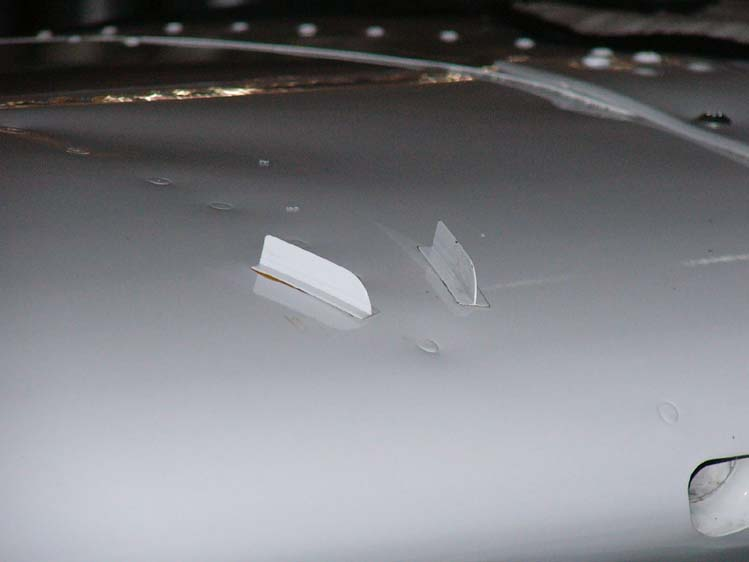
Virvelgeneratorer på en Cessna 182K.
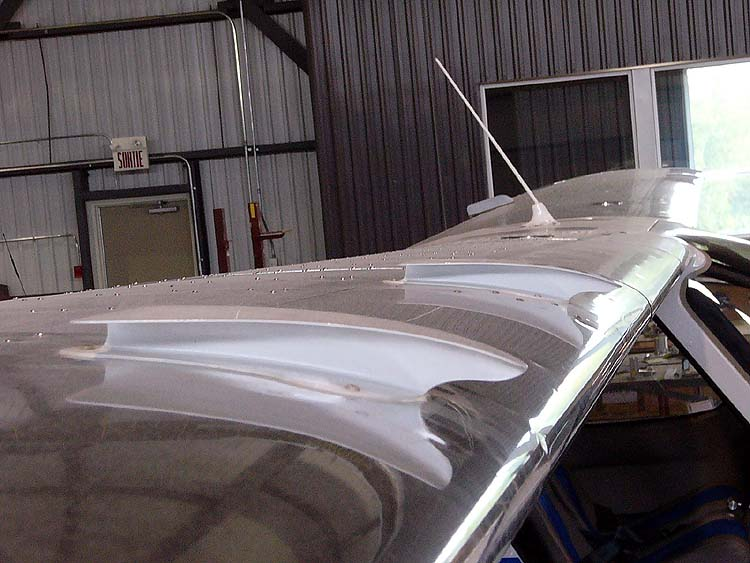
Virvelgeneratorer på en Symphony SA-160.